# Funk D’Void
Funk D’Void (* 10. März 1971 in Glasgow; eigentlich Lars Sandberg) ist ein Produzent im Bereich der elektronischen Tanzmusik. Das Projekt wurde nach der mythischen George-Clinton-Figur Sir Nose d'Void of Funk benannt. Sandberg ist auch unter den Aliasen Francois Dubois und Frank Dubois bekannt.

## Biografie
1994 begann Sandberg mit seinem Freund Ken Sherman als United States Of Sound erste Tracks zu produzieren.
1995 gewann Sandbergs Musikerkarriere an Schwung, als er ein Demo-Tape zu Soma Records schickte und Jack Me Off veröffentlicht wurde. Dieser Track landete bei DJs wie Sven Väth, Jeff Mills und Laurent Garnier in den Plattenkisten.
1997 erschien das Debüt-Album Technoir, später veröffentlichte Sandberg mit Produzent Nigel Hayes als Chaser einige EPs sowie das Album Game On.
2001 erschien das zweite Album DOS, der bei Kritikern und Fans gleichermaßen gut an kam.
Noch im gleichen Jahr erschien der Track Diabla, der in der Techno-Zeitschrift Groove zu den besten Tracks 2001 gewählt wurde.
Dieser wurde von Künstlern wie The Hacker, Samuel Session und Kevin Saunderson geremixt.
Im November 2003 erschien die Single Emotional Content.
2004 erschien mit Volume Freak das dritte Album.

## Diskografie (Auszug)
Remixe
- New Order – Someone Like You
- Laurent Garnier – The Man With The Red Face